# Benito Casagrande
Benito Guglielmo Giovanni Casagrande (6 juin 1942 à Turku) est un architecte finlandais.

## Biographie
Benito Casagrande a reçu son diplôme d’architecte de l'Université technologique d'Helsinki en 1970.
Il est le père de Marco Casagrande.
Benito Casagrande a principalement construit à Turku sa ville natale et s'est beaucoup battu pour en préserver l'héritage architectural.

## Ouvrages principaux
- Îlot urbain Hansa
- Chapelle du Saint esprit (Turku) (fi)
- Bâtiment Data-City du Parc scientifique de Turku
- Bâtiment Bio-City du Parc scientifique de Turku
- Centre culturel de Turku (fi)
- Zone résidentielle de Tervatori
- Église Sainte-Ursule à Kouvola

## Reconnaissance
Benito Casagrande est consul honoraire d'Italie et consul honoraire de France à Turku.
Il est aussi membre du bureau de la fondation de l'université de Turku, et président Fondation finlandaise pour le patrimoine culturel.
Benito Casagrande a reçu de nombreux récompenses parmi lesquelles :
- Médaille de Chevalier du Grazia Magistrale, (1990),
- Commandeur Grand Croix de l’ordre du Lion de Finlande, (2000),
- Turun Yliopiston Phoenix Universitatis Turkuensis (2003),
- Médaille Henrik Gabriel Porthan du fond finlandais pour la culture, (2003),